# Stilton Cheese
Le stilton, ou Stilton cheese en anglais (« fromage de Stilton »), est un fromage anglais. Il existe deux sortes de Stilton, le Stilton bleu (le plus connu des fromages anglais) et le Stilton blanc. 
Le Blue Stilton est utilisé pour fabriquer le fromage Huntsman.
Sa meilleure période de consommation s'étend d'octobre à mars. 

## Blue Stilton
Le Blue Stilton est un fromage à pâte persillée au lait de vache, avec une texture crémeuse mais friable et une saveur relevée. Il se présente sous la forme d'un cylindre de 25 centimètres de haut pour 15 centimètres de large et un poids de 4  à   5 kg. Il contient environ 35,5 % de matière grasse et 2,7 % de protéine. Les fromages les plus approchants du Stilton bleu sont le Bleu d'Auvergne et le Bleu de Gex.
Protégé sous appellation d'origine protégée en Angleterre, le fromage doit respecter certains critères pour pouvoir porter le nom de Stilton :

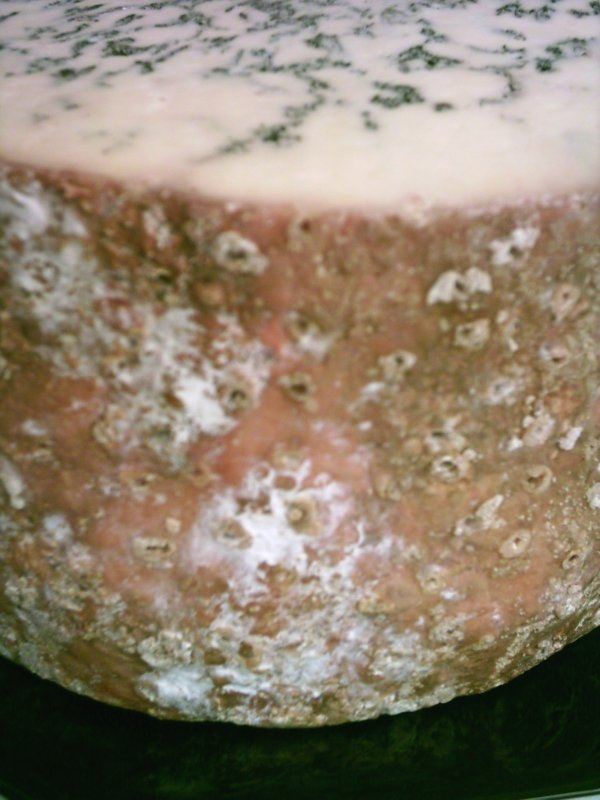
De côté.

- être produit dans l'un des 3 comtés de Derbyshire, Leicestershire et Nottinghamshire (centre de l'Angleterre) ;
- être produit avec du lait de vache pasteurisé local ;
- prendre la forme d'un cylindre ;
- pouvoir former sa propre croûte ;
- ne pas être pressé (unpressed) ;
- contenir des fibres bleues fines ;
- avoir un goût « typique de Stilton ».

D'après ces restrictions, il est ainsi illégal de produire un fromage au nom de Stilton dans le village de Stilton, le village qui lui donne pourtant son nom, mais qui se trouve dans le Cambridgeshire. Il y a six laiteries qui produisent ce fromage. 
En 1988, la Stilton Cheese Makers Association qui gère l'appellation a décidé, à la suite d'une fausse alerte à la listeria, que le Blue Stilton devait obligatoirement être fabriqué avec du lait pasteurisé et non du lait cru. Le dernier fabricant de Stilton avec du lait cru a ainsi dû rebaptiser son fromage stichelton, reprenant l'ancien nom du village de Stilton.
Traditionnellement, on mange du Stilton avec du céleri et du porto. Il est d'usage de le creuser en son centre et d'y verser du porto une semaine avant sa  consommation. Traditionnellement, le fromage est servi au repas de Noël, avant le dessert.
L'histoire de ce fromage remonte au début du XVIIIe siècle. Cooper Thornhill, qui tenait une auberge à Stilton tomba amoureux de ce fromage bleu en visitant en 1730 une ferme à Melton Mowbray, dans le Leicestershire où une fromagère, Frances Pawlett, le fabriquait. Il se mit à le servir alors dans son établissement. Le village de Stilton étant situé sur une route majeure du circuit des diligences britanniques, la notoriété du fromage se répandit dans toute la Grande-Bretagne.

## White Stilton

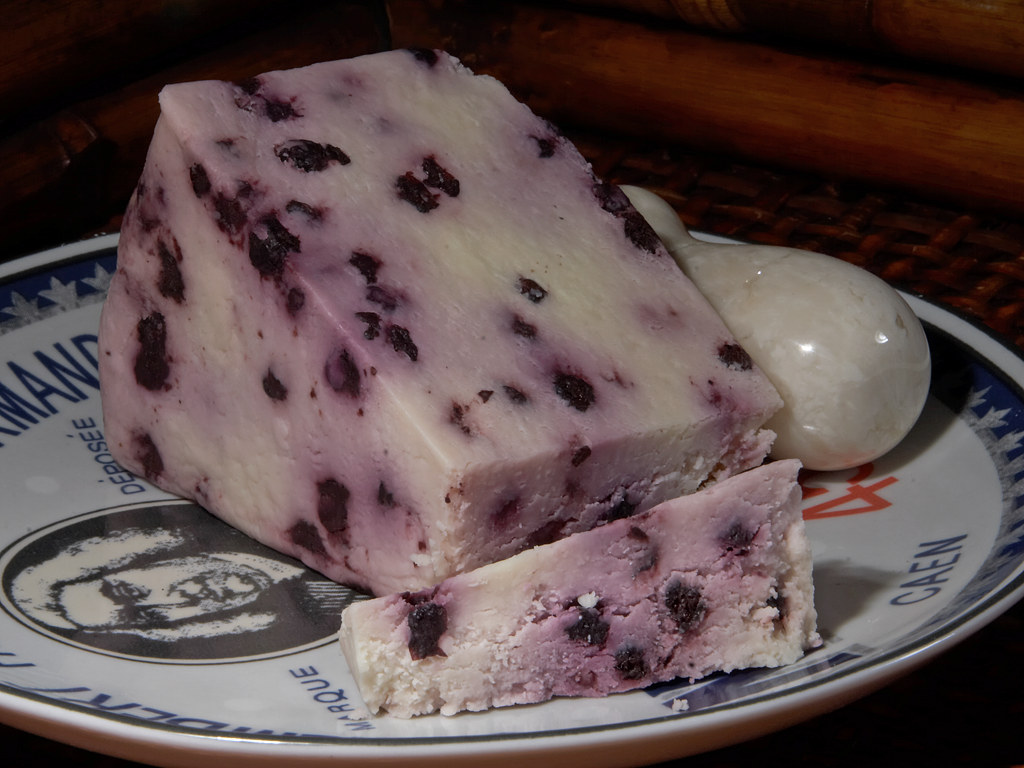
Blueberry white Stilton.

Le White Stilton est un fromage frais, avec une texture crémeuse mais friable et une saveur douce. Il est plus rare à trouver, même s'il est aisément reconnaissable, car il est fréquemment proposé avec des baies qui lui sont incorporées : myrtille (blueberry) ou airelle ou canneberge (cranberry).

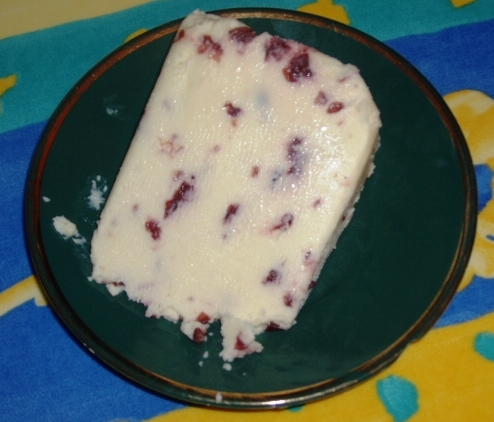
Cranberry white Stilton.

Depuis les années 1990, il est assez fréquent de consommer ce fromage à Noël.